# انتفاضة الهرسك (1875-1877)
انتفاضة الهرسك هي ثورة قادها الصرب الإثنيون ضد الإمبراطورية العثمانية في الهرسك بصورة رئيسية (ومن هنا جاءت تسميتها)، ثم امتدت منها إلى منطقتي البوسنة وراشكا. اندلعت في صيف عام 1875 واستمرت في بعض المناطق حتى بداية عام 1878. تلتها الانتفاضة البلغارية لعام 1876، وتزامنت مع الحروب الصربية التركية (1876-1878)، وشكّل جميع تلك الأحداث جزءًا من الأزمة الشرقية الكبرى (1875-1878).
تسارعت الانتفاضة نتيجة الممارسات القاسية تحت حكم بَكَوات وآغاوات مقاطعة البوسنة العثمانية؛ قاوم ملّاك الأراضي البوسنيون الأقوياء الإصلاحات التي أعلنها السلطان العثماني عبد المجيد الأول أو تجاهلوها، وتنطوي الإصلاحات على حقوق جديدة للمواطنين المسيحيين، وقاعدة جديدة لتجنيد الجيش، ونهاية لنظام تأجير العائدات (زراعة الضرائب) المكروه للغاية. كثيرًا ما لجأ الملّاك إلى تدابير قمعية ضد رعاياهم المسيحيين، واستمر العبء الضريبي على الفلاحين المسيحيين بالازدياد.
قُدّمت المساعدة للمتمردين عبر تزويدهم بالأسلحة والمتطوعين من قبل إماراتي الجبل الأسود (مونتينيغرو) وصربيا اللتين أعلنت حكومتهما الحرب في نهاية المطاف على العثمانيين في 18 يونيو 1876، ما قاد إلى الحرب الصربية العثمانية (1876- 1978) والحرب المونتينيغروية العثمانية (1876 – 1878)، التي أدت بدورها إلى الحرب الروسية التركية (1877-1878) والأزمة الشرقية الكبرى. جاء مؤتمر برلين عام 1878 نتيجةً من نتائج الانتفاضات والحروب مانحًا الجبل الأسود وصربيا الاستقلال والمزيد من الأراضي، في حين احتلت الإمبراطورية النمساوية المجرية البوسنة والهرسك مدة 30 عامًا رغم بقائها منطقة عثمانية بحكم القانون (دي يوري).

## نبذة تاريخية
في أوائل القرن التاسع عشر، كان معظم أراضي البلقان واقعًا تحت الحكم العثماني. انتفضت مجتمعات الصرب واليونانيين المسيحية الواقعة تحت السيطرة العثمانية مدة أربعة قرون، ونجحت بالحصول على الحكم الذاتي عن طريق الثورة الصربية 1804-1817 وحرب الاستقلال اليونانية 1821-1829، مؤسسةً بذلك إمارة صربيا والجمهورية الهيلينية (اليونانية). كان ضعف القوى المركزية العثمانية واضحًا جليًا بين زعماء المقاطعات الانفصالية (الباشاوات)، وقد لوحِظ لدى عثمان بازفانت أوغلو، وعلي باشا، وحسين غراداشيفيتش (الذي قاد انتفاضة بَكَوات البوسنة عام 1831-1832)، ومحمد علي. نجح السلطان العثماني محمود الثاني عبر عمله الإصلاحي بإبطال معضلة الانكشارية في عام 1826. بدت الإمبراطورية العثمانية في مطلع ثلاثينيات القرن التاسع عشر لكثير من المراقبين الأوروبيين أنها على حافة الانهيار.
عانت الطبقة الدنيا الدافعة للضرائب (الرعايا، التي ضمّت الفلاحين المسيحيين والمسلمين) في ولاية البوسنة التابعة للإمبراطورية العثمانية ظروفًا اقتصادية قاسية في القرن السابق آنذاك. استولى البكوات المسلمون البوسنيون في بعض الأحيان على ما يقارب نصف محصول كل فلاح سنويًا، فضلًا عن الضرائب المختلفة على المنتجات الزراعية والحيوانات التي كان الفلاحون المسيحيون ملزَمين بدفعها. علاوة على ذلك، فرض «مؤجرو الإيرادات» أو الملزَمون بجباية الضرائب (المُتسلّمون بالتركية) ضرائب إضافية على ما تبقى من المحصول. شكّلت محنة الفلاحين وتلف محاصيلهم عام 1874، والتأثير الخارجي في حركتي القومية السلافية والقومية الصربية، فضلًا عن الطموحات النمساوية بالمزيد من الأراضي السلافية الجنوبية، أسبابًا رئيسة للتمرد الذي أعقبها.
من التمردات الأخرى البارزة التي سبقت الفلاحين الصرب في المنطقة انتفاضة الهرسك (1852-1862) وثورة بيتسيا الأولى (1858).

## الاستعدادات

### في الهرسك
في نهاية أغسطس ومطلع سبتمبر 1874، التقى قادة شعب الهرسك: يوفان غوتيتش، وسيمون زيتشفيتش، وإيليا ستيفانوفيتش، وتريفكو غروباتشيتش، وبرودان روبار، وبيتر رادوفيتش، وبدؤوا بالتحضير لتمرد. بدؤوا بجمع الأسلحة والذخيرة وإنشاء أماكن آمنة. بمساعدة الجبل الأسود في الانتفاضة، كان من المقرر أن تبدأ في ربيع عام 1875. دخلت المجموعة ضمن محادثات مع حاكم الجبل الأسود نيكولا الأول بيتروفيتش، لكنه لم يكن راغبًا بالمجازفة بعدم تأهب روسيا وجاهزيتها في حربها ضد العثمانيين. استمرت الاستعدادات على قدم وساق، وفي منطقة بيليشا وتريبيني، قاد السردار (المشير) تودور مويجيتيش، وغليغور ميليشيفيتش، وفاسيلي سفوركان، وسافا ياكشيتش، التمردَ في تلك المناطق. قاد لادار سوتشيكا قبيلة بيفا في الهرسك القديم.
عَلِم العثمانيون بمحادثات نيكولا الأول، وحاولوا أسر زعماء العصابات المحرضين الذين فروا إلى الجبل الأسود في شتاء عام 1874. في عام 1875، تدخلت النمسا التي لها مصالح مع البوسنة والهرسك وطلبت من العثمانيين منح الزعماء عفوًا عامًا. وافق العثمانيون على الدخول في مناقشات مع النمسا.

### في البوسنة
بدأت الاستعدادات في وقت لاحق نسبيًا مقارنةً مع الهرسك ولم تنجح بتنسيق حراك المنطقتين. من المسؤولين عن التحضيرات فاسو فيدوفيتش، وَسيمو وَيوفو بيلبيا، وسباسوي بابيتش، وفاسو بيلاغيتش. بدأت الخطط بتحرير قرى كوزارا أولًا؛ بروسارا وموتايكا، ثمّ بعد ذلك مهاجمة الاتصالات وإغلاق مدن نهر سافا، للاستيلاء على بانيا لوكا لاحقًا. كان من المتصور أن تبدأ الانتفاضة في 18 أغسطس 1875. سجن العثمانيون القساوسة في برييدور، ما فرض مزيدًا من الضغوط على الشعب، وبالتالي هاجم قرويون من دفوريشت، وشتلوكا، وبيتريني، وباشفاني، وبوبرياني، وتافيا، الأتراكَ الموجودين في دفوريشت في 15 أغسطس. اندلعت الانتفاضة على نطاق واسع، ووقع الاختيار على أوستويا كورمانوش ليكون زعيمًا للانتفاضة.